# KD Kit Cars
KD Kit Cars war ein britischer Hersteller von Automobilen.

## Unternehmensgeschichte
Kevan Norbury gründete 1991 das Unternehmen in Wakefield in der Grafschaft West Yorkshire. Er begann mit der Produktion von Automobilen und Kits. Der Markenname lautete KD. 1996 endete die Produktion. Insgesamt entstanden etwa zehn Exemplare.
Roman Kit Cars aus Melksham in Wiltshire versuchte zwischen 2002 und 2005, die Produktion fortzusetzen.

## Fahrzeuge
Das einzige Modell war der 289. Dies war die Nachbildung des AC Cobra. Zunächst bildete ein Fahrgestell aus Stahlrohren die Basis. Die Radaufhängungen kamen vom Ford Cortina und die Hinterachse vom Ford Escort. Verschiedene Vierzylindermotoren von Fiat und Ford oder V6-Motoren von Ford trieben die Fahrzeuge an.
Ab 1994 wurde ein Spaceframe-Rahmen entwickelt. Nun waren auch V8-Motoren möglich.